# Andrea Canevaro
Andrea Canevaro (Genova, 19 settembre 1939 – Ravenna, 26 maggio 2022) è stato un pedagogista e editore italiano.
Professore emerito dell'Università di Bologna e studioso di prestigio internazionale, fin dagli anni settanta del XX secolo è impegnato sul fronte dell'inclusione sociale, con particolare attenzione ed interesse nell'ambito della disabilità e dell'handicap. È ritenuto il padre della pedagogia speciale in Italia, disciplina che lui stesso ha contribuito ad implementare e diffondere nel Paese. Il suo attivismo nei settori sopra segnalati e i grandi contributi dati con le sue ricerche e studi hanno fatto di lui una figura di riferimento riconosciuta a livello internazionale nel campo della pedagogia speciale e della disabilità.

## Vita

### Biografia
Nato a Genova il 19 settembre 1939, Canevaro trascorre gran parte della propria vita in Emilia-Romagna, regione dove si rende molto attivo a livello professionale e dove collabora con i servizi e col territorio, soprattutto nell'ambito dell'inclusione sociale e della disabilità.
Le informazioni riguardo alla sua vita privata sono però molto scarse: nulla si sa della fase giovanile e degli aspetti più dettagliati del suo percorso di vita, se non con un taglio prettamente professionale.
Alcuni eventi importanti della biografia del Nostro possono tuttavia essere delineati con più precisione considerando anni più recenti. Nel febbraio 2008, Canevaro subisce un'emorragia cerebrale che compromette le funzioni relative all'equilibrio: ciò gli fa perdere il controllo della percezione dello spazio e quindi la possibilità di muoversi con sicurezza controllando i movimenti. Si tratta di un problema serio ma, come Canevaro stesso sostiene ed esprime, è una forma di "disabilità" che lo avvicina ulteriormente alla realtà dell'handicap, ambito a cui ha dedicato i suoi studi ed energie per tutta la vita.
Molto attivo professionalmente nel territorio romagnolo, nel maggio 2010 Canevaro riceve a Ravenna il "Premio Barbiana" per il grande contributo dato in campo inclusivo, e il 20 novembre 2013 ottiene la cittadinanza onoraria riminese sempre in virtù del grande apporto professionale e scientifico dato alla città. Il Comune di Rimini sottolinea in quella occasione come le motivazioni di tale merito trovino origine dal grande impulso che Canevaro ha dato, con i suoi studi e le sue ricerche, allo sviluppo del pensiero sui temi della disabilità, delle differenze e dei sistemi educativi a livello nazionale ed europeo.
Dopo anni passati a Bologna, in virtù anche degli impegni professionali legati alla città, nel 2014 Canevaro torna a vivere e lavorare in Romagna.

### Percorso professionale
L'impegno lavorativo di Andrea Canevaro non si sviluppa fin da subito nell'ambito pedagogico: l'Autore svolge infatti studi umanistici, conseguendo una laurea in lettere e filosofia. L'avvicinamento all'ambito educativo avviene in un secondo momento, quando, ottenuta una borsa di studio presso l'Università di Lione, inizia ad occuparsi di ritardo mentale nell'infanzia e, in particolare, segue gli studi di Pedagogia Speciale del professor Claude Kohler. Inizia quindi a lavorare come educatore nel settore della devianza giovanile, proseguendo quindi ad operare in ambito pedagogico.
Gran parte della esperienza professionale di Canevaro si svolge poi in ambito accademico: nel 1973 diventa docente di Pedagogia Speciale presso l'ex Facoltà di Magistero nell'Ateneo di Bologna e nel 1980 vince il concorso come professore di prima fascia di Pedagogia speciale. Viene quindi chiamato come straordinario presso la Facoltà di Scienze della Formazione dell'Ateneo di Bologna, per poi diventare successivamente professore ordinario presso lo stesso Ateneo.
Il percorso all'interno del mondo accademico continua: dal 1980 al 1983, Canevaro è Presidente del Corso di laurea in Pedagogia e nel 1987 è nominato Direttore del Dipartimento di Scienze dell'Educazione dell'Ateneo di Bologna. L'Autore sostiene tale ruolo per due mandati, fino al 1996, per poi essere nuovamente incaricato nel 1999, per altri due mandati.
Nel 2002 Canevaro viene nominato delegato del Rettore dell'Ateneo di Bologna per gli studenti disabili e negli anni accademici dal 2002/03 al 2006/07 diventa docente del corso "Scienze pedagogiche e riabilitazione", ora ormai disattivato, presso il Corso di laurea in Fisioterapia della Facoltà di Medicina e Chirurgia dell'Università degli studi di Bologna.
Ottiene poi un impegno come valutatore di progetti di ricerca per l'Université de Montréal (Canada) e di Lione.
Il percorso professionale di Canevaro non comprende però solo riconoscimenti ed attività accademiche. Parallelamente agli impegni professionali finora riportati, iniziano le attività a livello editoriale: l'Autore diventa condirettore di "Educazione Interculturale" e "L'integrazione Scolastica e Sociale", ed è inoltre direttore di riviste edite da Erickson e membro di comitati scientifici editoriali. Canevaro opera inoltre come coordinatore del gruppo tecnico-scientifico del progetto di tutela e reinserimento di minori con disabilità fisiche e psichiche e promozione di imprenditorialità sociale in Bosnia-Erzegovina.
Nel frattempo, proseguono le ricerche e l'impegno sociale e scientifico dell'Autore: le molte opere pubblicate in ambito pedagogico, con particolare riferimento alla realtà della disabilità, delineano pian piano la figura di Canevaro come esponente universalmente riconosciuto. nell'ambito della pedagogia speciale in Italia. Il contributo del pedagogista ha favorito il lento e complesso processo verso la non esclusione sociale dei disabili, spronando il dibattito istituzionale e sociale in merito all'handicap.
Dal settembre 2006, Canevaro inizia un'importante attività come direttore della Commissione Tecnico-scientifica dell'Osservatorio per l'integrazione dei disabili del Ministero della Pubblica Istruzione italiano.
L'impegno dell'Autore non è limitato però solo all'ambito nazionale: Canevaro partecipa a diverse missioni di cooperazione internazionali, nella penisola balcanica, nella regione africana dei Grandi Laghi, in Bielorussia e in Cambogia.
Ha all'attivo una vasta attività di ricerca e pubblicazioni (si veda il paragrafo Opere) ed è membro di associazioni scientifiche nazionali e internazionali.
Martedì 28 ottobre 2014 Canevaro viene nominato professore emerito dell'Ateneo di Bologna dal Magnifico Rettore Ivano Dionigi. 
È infine nel collegio dei docenti del Dottorato di ricerca in scienze Pedagogiche con sede presso il Dipartimento di Scienze dell'Educazione dell'Ateneo di Bologna e fa parte di commissioni di valutazione di Dottorato di ricerca presso l'Université Lyon 2.
L'Autore è stato professore a contratto presso la scuola di Psicologia e Scienze della formazione dell'Università di Bologna.

## Il pensiero pedagogico
Di seguito, alcune tematiche fondamentali affrontate da Canevaro nella sua carriera professionale, essenziali per comprendere il pensiero pedagogico dell'Autore. Si tratta di contributi che hanno influenzato l'intero approccio alla disabilità e alla pedagogia speciale in Italia.

### Canevaro e la pedagogia speciale
Il pensiero di Andrea Canevaro è strettamente collegato all'ambito della pedagogia speciale, disciplina di cui il pedagogista è considerato il "padre". in Italia e a cui dà una particolare interpretazione.
Quando si parla di pedagogia speciale ci si riferisce ad un particolare ambito di ricerca pedagogica che si occupa dell'educazione di persone in condizione di disabilità. Proprio in virtù del delicato target a cui la disciplina si rivolge, secondo Canevaro la Pedagogia speciale deve in primo luogo rispondere ai bisogni della persona disabile in modo specifico e personalizzato, dando luce all'unicità di ognuno, anche a chi è interessato da disabilità. La Pedagogia speciale deve quindi primariamente cercare di valorizzare la differenza tra le persone e la loro unicità, in un'ottica di non esclusione sociale. Ciò significa essere in grado di riconoscere e valorizzare una diversità che può derivare da molti fattori, anche da un deficit, ma che è pur sempre fonte di ricchezza: il compito dell'educatore è quello di trovare i giusti strumenti e contesti per dare luce ad ognuno nella sua peculiarità. Nel fare ciò, vi è anche una complessa operazione sociale, volta al superamento delle barriere, anche psicologiche, che comunemente vengono erette nei confronti di chi è diverso.
La pedagogia speciale deve operare con i propri mezzi per combattere l'esclusione sociale delle persone con disabilità: un'azione pedagogica di tale complessità, per essere efficace, deve essere interpretata in modo dinamico e interattivo, non statico, come una continua composizione elementi diversi. Non vi sono regole preformate e generalizzabili in pedagogia: ogni studente è diverso, unico, e l'abilità dell'educatore sta proprio nel trovare la via migliore per valorizzare la persone e la sua unicità. Si tratta di un approccio complesso alla pedagogia, esito anche degli influssi della corrente di pensiero chiamata pedagogia istituzionale, filone di pensiero di cui Canevaro è il principale esponente italiano e che dà particolare importanza alla creazione di contesti ed interventi personalizzati. 
Un altro pilastro fondamentale della prospettiva proposta da Canevaro risiede nell'approccio dinamico e flessibile alla disciplina: il compito della Pedagogia speciale, nella prospettiva sottolineata dall'Autore, è quello di connettersi con diverse discipline in modo da far nascere e diffondere una nuova visione e nuove pratiche nell'ambito della disabilità e, più in generale, delle differenze. La positività deve essere un elemento caratterizzante della Pedagogia speciale, che porta a leggere la situazione di handicap con un'ottica di miglioramento e inclusione.

#### Integrazione e inclusione
Un concetto strettamente collegato alla pedagogia speciale è sicuramente quello di "integrazione sociale", termine che va però contestualizzato e ben definito. Negli ultimi decenni del XX secolo, ciò che la pedagogia speciale italiana desiderava era raggiungere appunto l'integrazione delle persone disabili, un inserimento sociale volto a sconfiggere stereotipi, pregiudizi e segregazione nei confronti del diverso, elementi fino a non molti anni fa profondamente radicati. Infatti, fino alla seconda metà del '900, le persone con disabilità fisica e psichica erano solite vivere fin dalla prima infanzia in contesti separati rispetto ai percorsi dedicati alle persone normodotate: ai portatori di handicap erano riservate scuole speciali e istituti specializzati, ospedali psichiatrici, manicomi. L'integrazione si configura inizialmente come un'azione complessa, volta a combattere appunto la segregazione delle persone disabili, cercando di ridurre i dispositivi e i contesti che isolavano il "diverso" in spazi specifici. Si è cercato di "integrare" la persona disabile negli stessi luoghi dedicati ai cosiddetti "normodotati", cercando di far sentire anche chi era portatore di handicap parte della società. Ciò si è espresso in molti modi, con la chiusura degli manicomi, con la legge Basaglia (180/78), tramite l'integrazione scolastica e la chiusura delle scuole speciali, tramite l'abbattimento di barriere architettoniche e una sempre maggiore sensibilità verso il tema dell'handicap. Si tratta di un'operazione molto complessa, che impone un grande lavoro di revisione anche culturale e valoriale, un cambiamento di mentalità: a favorire il processo sono intervenute anche legislazioni specifiche e sicuramente la ricerca scientifica ha favorito ed aiutato questo percorso In questo clima di delicato mutamento e attivismo nella ricerca di una sempre maggiore integrazione per le persone disabili, l'impegno di Andrea Canevaro è stato di fondamentale importanza in ambito italiano: l'Autore si presenta come uno dei massimi esponenti nazionali sul tema, favorendo con il suo lavoro anche mutamenti legislativi e sociali in questa direzione. Negli anni settanta c'è stato un vero e proprio scontro tra chi condivideva la prospettiva dell'integrazione e chi era contrario, e tale conflittualità era legata soprattutto alla necessità di capire le conseguenze e gli effetti di questo radicale cambiamento di atteggiamenti. Cosa si sarebbe guadagnato, ad esempio, inserendo un bambino disabile in una scuola di normodotati? Percorsi così complessi sono molto difficili da sviluppare, soprattutto se prevedono un cambiamento di mentalità. A tale proposito, Andrea Canevaro sottolinea la difficoltà del processo di comprensione ed accettazione: al tempo solo in alcuni casi si è verificata la vera e propria voglia di comprendere le situazioni, in altri invece ha prevalso più la voglia di difendersi e di voler ergere barriere verso il diverso.
In seguito all'evolversi del proprio pensiero e degli studi nell'ambito della pedagogia speciale, si nota però un progressivo abbandono da parte di Canevaro e degli altri studiosi di pedagogia speciale della parola "integrazione": tale termine rimarca infatti l'esistenza di un contesto o ambiente con determinate caratteristiche e parametri di "normalità ", a cui viene "integrato" qualcosa di diverso, che prima non c'era, e che viene adattato al contesto preesistente. Quando si "integra", per definizione, ci si riferisce infatti all'inserimento di qualcosa di esterno in una realtà già formata e preesistente. 
In quest'ottica, non vengono valorizzate le differenze come una naturale varianza dell'umanità, ma sembra che la persona disabile sia un corpo esterno inserito in una società composta da normodotati avente di fatto caratteristiche proprie. Si è passati quindi dal termine integrazione a quello di inclusione. Questo termine amplia l'approccio, inserendo la diversità (e la disabilità) nella naturale variazione delle personalità umane: non si tratta di qualcosa di esterno o da inserire in una società già esistente, cambiando qualcosa, ma fa parte della società stessa. Un elemento incluso in un gruppo, per definizione, fa parte di quella realtà esattamente come tutti gli altri.
Agire in prospettiva inclusiva non significa dimenticare o sopprimere il deficit. La menomazione, fisica o mentale, rimane una componente della persona disabile, ma tale caratteristica non serve a rimarcare una diversità rispetto alla maggioranza: si tratta piuttosto dell'espressione della naturale diversità umana.

#### Handicap e ambiente
Le riflessioni esposte finora portano senza dubbio alla necessità di approfondire la prospettiva di Andrea Canevaro rispetto ad un tema ricorrente, ossia quello della disabilità. Secondo il pedagogista, la “situazione di handicap” non considera primariamente il danno in sé, come sarebbe facile presupporre, ma si tratta di un concetto multifattoriale, strettamente collegato anche al contesto storico, culturale e ambientale: la situazione di handicap si costituisce infatti dalla combinazione di molti elementi.
La disabilità è frutto dell'interazione di diversi fattori: vi è senza dubbio una componente personale, legata al deficit in sé, ma tale aspetto si può esprimere in molti modi a seconda delle caratteristiche del contesto con cui ci si relaziona. Canevaro parla di “vettore di handicap” in quanto la disabilità è l'insieme della menomazione fisica o psichica e delle conseguenze che una situazione socioculturale aggiunge ad essa. Il contesto può infatti aumentare o ridurre le difficoltà per una persona disabile a seconda di come si presenta: possono esserci dispositivi materiali che facilitano o inibiscono la persona disabile (discese o scalini, ascensori o scale, percorsi per ipovedenti…), ma anche atteggiamenti valori e comportamenti possono influire sul grado di disabilità di una persona. Si tratta quindi di una condizione dinamica, che dialoga con il contesto e che può assumere caratteristiche differenti a seconda delle risposte che la realtà restituisce alla persona stessa. È possibile quindi agire sul contesto diminuendo le barriere alla partecipazione: l'educatore, o la società in genere, può agire su caratteristiche ambientali al fine di creare un contesto inclusivo che faciliti la partecipazione di tutti, anche di chi ha caratteristiche psicofisiche diverse dalla maggioranza.
Canevaro si è impegnato in prima persona nel campo della riduzione dell'handicap, riaffermando in diverse opere che si potrebbe parlare di "portatore di deficit", o di come la persona disabile venendo al mondo trovi un handicap esterno, che risulta essere il prodotto del deficit e dei suoi effetti derivati dalle risposte dell'ambiente e dalla psicologia dell'individuo. Lavorare per la riduzione dell'handicap significa allora ricercare l'elemento dato, che è il deficit, e scoprire come tutte le altre variabili possono essere ridotte.

#### Handicap e identità
Importanti riflessioni nell'ambito della pedagogia speciale riguardano poi il senso di identità della persona disabile.
Andrea Canevaro ritiene che l'identità sia uno degli aspetti più interessanti da considerare quando si opera a contatto con persone disabili. Queste ultime possiedono, secondo l'Autore, un'"identità plurale", non statica, aperta ad accogliere sempre nuovi elementi. Troppo spesso, quando ci si relaziona con persone con disabilità, si rischia di semplificare troppo la loro identità, senza considerarne la complessità. Un errore di questo tipo porta a rapportarsi con la persona disabile usando tecniche e approcci specifici e prestabiliti per ciascun deficit (ad esempio in condizione di cecità si pensa quasi sempre e solo al Braille). In una interpretazione di questo tipo, l'identità del disabile viene intesa come assoluta, cioè statica e strettamente legata alla "categoria" determinata dal deficit. Sembra quasi che si ricerchi per la persona disabile una identità "normale", cercando di "minimizzare" il soggetto disabile utilizzando tutte quelle tecniche che possono renderlo più conforme alla normalità.
L'identità assoluta e identità della normalità costituiscono, secondo l'Autore, la tragedia dell'identità: un approccio di questo tipo impedisce infatti di vedere la persona nella sua unicità, per ciò che veramente è, andando oltre i preconcetti. 
L'Autore continua poi col concetto di pregiudizio, e sostiene come a volte siano il nostro credere e le nostre certezze a determinare la qualità della relazione interpersonale e la percezione che il soggetto disabile ha di se stesso: spesso gli atteggiamenti che si assumono con le persone disabili sono fortemente influenzati da stereotipi e pregiudizi riguardo all'handicap, dalle paure e dalla disinformazione legati a ciò. Tali relazioni vengono infatti vissute con un atteggiamento spesso pregiudizievole e generalizzato, e non di rado rischiano di assumere un carattere drammatico o tragico. Non si guarda a come la persona è realmente, ma la si considera soltanto in base ad "etichette preformate" e generali. Riprendendo le parole dell'Autore, significative nel delineare meglio il concetto, oggi si tende a guardare l'handicappato con uno sguardo "oscuro, tetro", perché la sensazione primaria è quella di paura. Tale emozione può derivare da aspetti legati primariamente alla fisicità, che può rendere difficile l'identificazione di un “normodotato” con una persona disabile. Ma vi sono anche motivazioni più complesse legate alla paura del diverso in un ordine più astratto: nella persona handicappata si può infatti immaginare la storia di una persona che ha subito profondi difficoltà, facendo pensare a un futuro molto negativo e predestinato.
Si tratta di concezioni fortemente radicate, che influenzano i comportamenti e le relazioni interpersonali con chi è portatore di handicap, anche in una società che cerca di favorire l'inclusione: è infatti estremamente difficile per i "normodotati" identificarsi in una persona disabile, e in questo non ha di certo aiutato la lunga storia di segregazione ed esclusione sociale già citata.
È necessario quindi agire sulla società, far conoscere il diverso come una delle tante espressioni della vita umana: solo in questo modo sarà possibile affrontare le paura e i pregiudizi legati ad esso, rendendo l'handicap una delle naturali espressioni della vita umana, e non più una condizione umana di "serie B".

### Delega paradossa
Per definizione, la delega è un atto che si formalizza quando un soggetto attribuisce ad altri un compito che sarebbe proprio: in questa accezione, appare evidente come chi delega desideri riportare a sé il risultato, in un'ottica di allontanamento solo temporaneo. Solitamente, i motivi per cui si è spinti a delegare a qualcuno un oggetto o noi stessi, la nostra salute o il nostro benessere, sono legati al fatto che non si possiedono le competenze tecniche o professionali per risolvere da soli una certa questione. Ad esempio, se si ha un guasto alla macchina, si delega al meccanico il compito di ripararla, ma ci si aspetta che poi la macchina torni da noi in buone condizioni. Così come se si ha mal di denti si va dal dentista, se si sta male si va dal medico e via dicendo. Si tratta però di un "allontanare per riavvicinare", e da qui nasce il termine "paradossa(paradosso)": ci si aspetta infatti che l'intervento sia temporaneo, e l'azione delegante nasce solo dal fatto che da soli non si è in grado di gestire una certa problematica. Ciò può ritornare utile anche in campo pedagogico: come sottolinea Canevaro, la delega dovrebbe allontanare per un tempo utile a risolvere il problema, riassumendo al più presto su di sé la padronanza dell'oggetto che viene delegato. Se invece il tempo si prolunga troppo, e diventa quasi definitivo, non dovremmo più parlare di delega ma di alienazione. 
Ogni azione educativa deve mirare quindi a essere temporanea, cercando di rendere l'educando autonomo e farlo reimpossessare dell'oggetto delegato, che sia esso la propria salute, la propria autonomia o qualsiasi altro aspetto della propria persona.

### Riposizionamento
In uno degli scritti più recenti di Andrea Canevaro, Le logiche del confine e del sentiero (2006), si ritrova la nozione di riposizionamento, un concetto di fondamentale importanza nell'ambito della pedagogia speciale. Secondo il nostro Autore, ciò rappresenta la possibilità che un individuo si collochi nella propria vita in modo diverso rispetto a quello che sembrava essere il suo "destino". Nell'ambito della disabilità, ancor più che in assenza di menomazioni, è molto facile che alla persona con handicap sia "attribuito" un percorso di vita predeterminato, con aspettative poco flessibili rispetto ai percorsi da intraprendere e alle scelte effettuabili. Nell'accezione proposta, l'Autore vuole invece porre l'accento sul fatto che non esiste un'unica via da seguire, un destino predeterminato: riposizionarsi significa dare luce e possibilità di esistere a tutte le diramazioni di un percorso di vita, togliendolo da quella sorta di determinismo che a volte viene associato ad alcune persone, specie se in condizione di disabilità. Nell'ottica del riposizionamento, secondo Canevaro, ognuno deve essere consapevole di tali possibilità: ognuno ha una propria meta ideale, che anche se magari non sarà raggiunta, può essere avvicinata con molteplici e percorsi e differenti scelte.
Il riposizionamento ha uno stretto legame con opere di riflessione sulla propria biografia e sugli elementi significativi della propria vita, punti di partenza per ridisegnare il proprio percorso. Riposizionarsi significa quindi anche comprendere quali sono le proprie aspettative e le proprie mete, cercando poi di collocarsi nella vita anche attraverso percorsi inediti. Non si tratta di un'operazione egocentrica e centrata solo su di sé, ma deve comprendere anche l'incontro e confronto con il contesto e con altre esperienze, in un'ottica arricchente che permetterà di configurare meglio il proprio riposizionamento.
In un'accezione più astratta, riposizionarsi significa anche capire la necessità di aprire la propria mente a una circolazione maggiore di idee e di possibilità. Si tratta di una flessibilità mentale che aiuta a distaccarsi da percorsi predeterminati e definiti, aiutando quindi il riposizionamento.

### Mediatori/bricolage
Il bricolage è l'utilizzo di quello che c'è intorno a sé, di quello che si trova, per effettuare un'attività di problem solving creativo. Si tratta di una tecnica che non si basa quindi unicamente sulla specializzazione degli strumenti e sulla loro funzione "originale", ma piuttosto gli oggetti vengono adattati a scopi inediti in base al problema.
A partire da questa definizione, è possibile evidenziare un'importante riflessione pedagogica fatta da Canevaro: anche se si tratta di un concetto coniato da François Jacob, l'Autore riprende l'idea di bricolage collegandola agli apprendimenti e al percorso di crescita di una persona. In questi ambiti è infatti possibile "attaccare insieme" elementi che non sono nati per stare uniti, creando percorsi e collegamenti inediti e imprevisti, fatti ad hoc per quella persona. A livello pedagogico si tratta di un concetto molto importante, che aiuta a creare nuove vie e una più ampia diramazione di possibilità quando si opera con i propri educandi. 
Collegato a ciò, viene ripreso anche il concetto di mediatori, intesi come strumenti integrativi che, lavorando in sinergia e collegati l'uno all'altro, permettono una maggiore partecipazione della persona disabile riducendo le barriere.
Chi vuole attraversare un piccolo fiume o un ruscello senza bagnarsi mette i piedi sulle pietre che affiorano dall'acqua; allo stesso modo, chi vuole superare i problemi che si incontrano quando in classe c'è un bambino con bisogni educativi speciali deve appoggiarsi ai mediatori. Nell'opera educativa si tratta di un concetto molto importante: è il pedagogista che deve allestire percorsi personalizzati, trovando e gestendo anche oggetti e mediatori che possano rendere più efficace il percorso di crescita dell'educando. I mediatori sono strumenti di vario genere, scelti in modo specifico per rendere più efficace una certa situazione: possono esserti supporti fisici o astratti che aiutano a ridurre le barriere alla partecipazione e all'apprendimento degli studenti con handicap. Un esempio di mediatori potrebbero essere la scrittura Braille, tecniche audiovisive, supporti fisici, film, strumenti iconici, comunicazione facilitata: qualsiasi sia il mediatore scelto, l'importante è che esso sia effettivamente efficace per quella persona e che ne favorisca la partecipazione e l'inclusione

## Opere
- con Francesco Tonucci e Piero Sacchetto, Il gioco dell'oca dell'assistenza, Rimini, Guaraldi, 1973, SBN FER0071163.
- L'illusione pedagogica, Roma, Armando Editore, 1974, SBN SBL0595576.
- La pedagogia cristiana oggi, Firenze, La nuova Italia, 1975, SBN RLZ0089504.
- I bambini che si perdono nel bosco: identità e linguaggi nell'infanzia, Firenze, La Nuova Italia, 1976, SBN RAV0044114.
- I ragazzi scomodi: disadattamento dei ragazzi e/o della societa?, Bologna, Edizioni Dehoniane, 1977, ISBN 88-10-10601-6.
- Il banco dell'asino e del poeta: la corporeità, la lettura, la scrittura, Milano, Emme Edizioni, 1978, SBN RAV0026189.
- Educazione e handicappati, Firenze, La Nuova Italia, 1979, SBN RAV0037213.
- Bambini handicappati: crescere insieme, Bologna, Cappelli Editore, 1980, SBN RAV0271685.
- con Giuseppe Pedrini e Fanny Zattoni, Il corpo come misura del gioco e dell'apprendimento, Bologna, Cappelli Editore, 1980, SBN SBL0301830.
- Handicap e scuola. Manuale per l'integrazione scolastica, Roma, Carocci, 1983, ISBN 88-430-0061-6.
- Handicap e identità, Cappelli Editore, 1986, SBN CFI0022683.
- con Jean Gaudreau, L'educazione degli handicappati. Dai primi tentativi alla pedagogia moderna, Roma, Carocci, 1988, ISBN 88-430-1224-X.
- con Emanuela Cocever, Handicap e luoghi dell'educazione: storia, educazione, identita della persona handicappata, Teramo, EIT, 1989, SBN UFI0067404.
- La formazione dell'educatore professionale. Percorsi teorici e pratici per l'operatore pedagogico, Roma, Carocci, 1991, ISBN 88-430-0060-8.
- Quel bambino là… Scuola dell'infanzia, handicap e integrazione, Firenze, La Nuova Italia, 1996, ISBN 88-221-1679-8.
- con Cristina Balzaretti e Giancarlo Rigon, Pedagogia speciale dell'integrazione. Handicap: conoscere e accompagnare, Firenze, La Nuova Italia, 1996, ISBN 88-221-1746-8.
- con Maria Grazia Berlini, Potenziali individuali di apprendimento, Firenze, La Nuova Italia, 1996, ISBN 88-221-1692-5.
- con Arrigo Chieregatti, La relazione di aiuto, Roma, Carocci, 1999, ISBN 88-430-1480-3.
- Pedagogia speciale. La riduzione dell'handicap, Milano, Bruno Mondadori, 1999, ISBN 978-88-424-9366-2.
- Le logiche del confine e del sentiero. Una pedagogia dell'inclusione (per tutti, disabili inclusi), Trento, Erickson, 2006, ISBN 88-7946-881-2.
- La difficile storia degli handicappati, Trento, Carocci, 2006, ISBN 88-430-1776-4.
- Pietre che affiorano. I mediatori efficaci in educazione con la logica del domino, Trento, Erickson, 2008, ISBN 978-88-6137-322-8.
- Scuola inclusiva e mondo più giusto, Trento, Erickson, 2013, ISBN 978-88-590-0423-3.
- Raccontiamo l'inclusione, Gruppo Solidarietà, 2014, ISBN 978-88-7466-716-1.
- Nascere fragili. Processi educativi e pratiche di cura, Bologna, EDB Editore, 2015, ISBN 978-88-10-55831-7.
- Il ragazzo selvaggio. Handicap, identità, educazione, EDB Editore, 2017, ISBN 978-8810559116[30]
- Lo strano imbroglio, Padova, CIESSE Edizioni, 2019, ISBN 978-88-6660-296-5.